# 奧茲迪米爾帕夏
奧茲迪米爾帕夏（?—1561年），切爾克斯人出身的奧斯曼帝國將領和政治家，他曾參加哈德姆·蘇萊曼·帕夏1538年遠征印度和1557年入侵東非紅海海岸的戰役。奧斯曼歷史學家稱他為「薩那的征服者」和「阿比西尼亞的征服者」。
奧茲迪米爾帕夏因在原本難以治理的葉門省帶來某種程度的穩定而備受讚譽。在他的管理下，城市被駐軍，堡壘被建造，貿易路線得到保障。他的統治因1561年在葉門薩那去世而中斷。
他的兒子奧茲迪米爾奧盧·奧斯曼帕夏，在1584年-1585年成為奧斯曼帝國大維齊爾。